# Artediellichthys nigripinnis
Artediellichthys nigripinnis е вид лъчеперка от семейство Cottidae. Видът не е застрашен от изчезване.

## Разпространение и местообитание
Разпространен е в Русия (Камчатка и Курилски острови) и САЩ (Аляска).
Среща се на дълбочина от 200 до 815 m.

## Описание
На дължина достигат до 13,7 cm.